# Kim Darroch

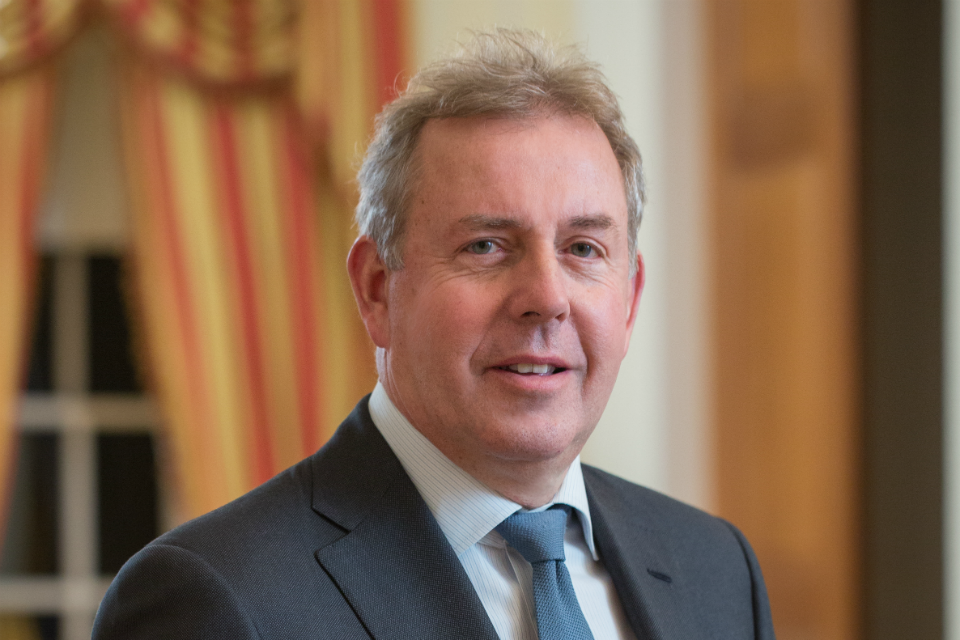
Kim Darroch (2016)

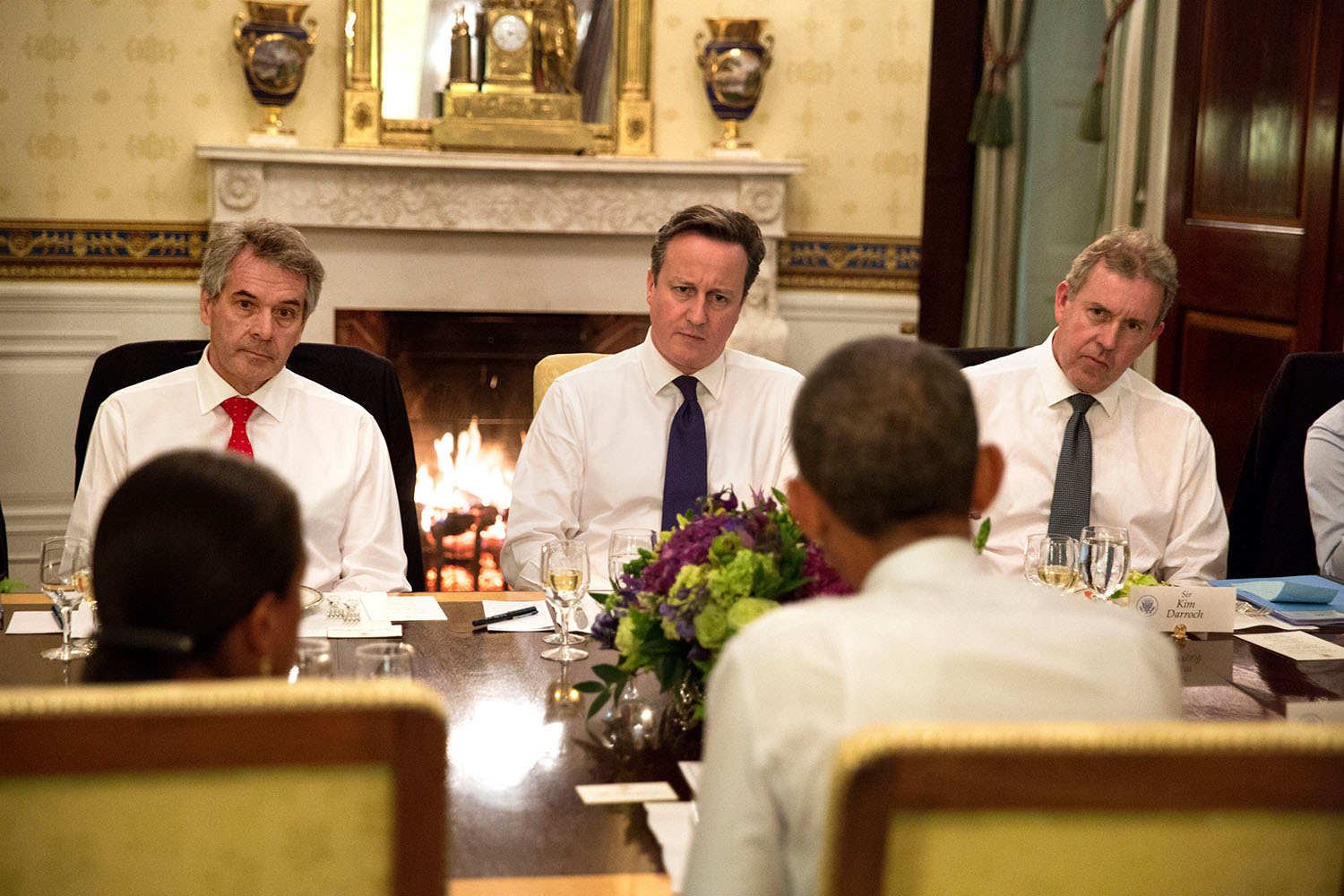
Kim Darroch (rechts) als nationaler Sicherheitsberater bei einem Treffen des neben ihm sitzenden Premierministers David Cameron (Mitte) mit US-Präsident Barack Obama am 25. Januar 2015, links der damalige britische Botschafter Peter Westmacott

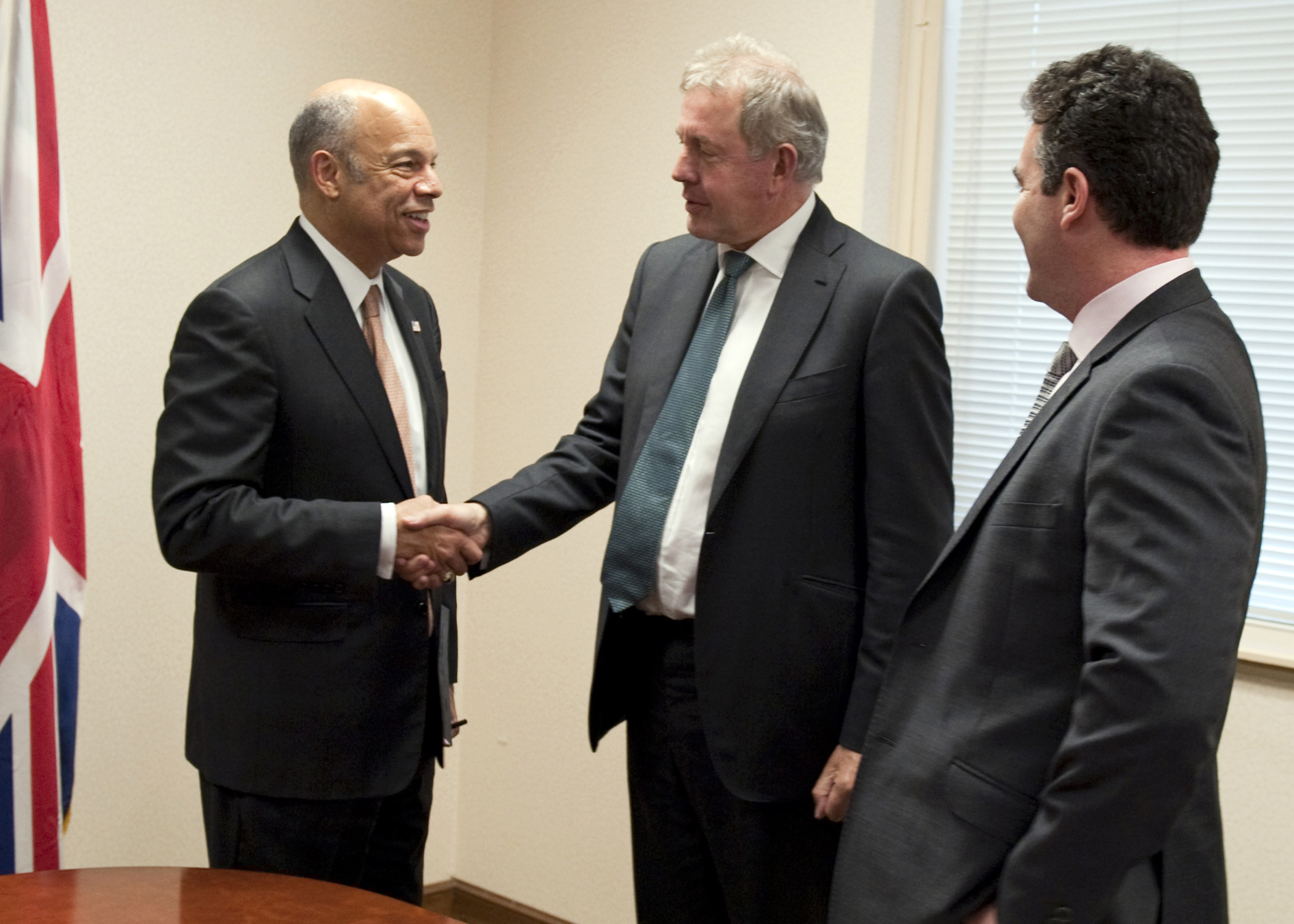
Botschafter Kim Darroch (Mitte) bei einem Treffen mit dem damaligen US-Minister für Innere Sicherheit Jeh Johnson (links) am 4. Mai 2016

Sir Kim Darroch KCMG (* 30. April 1954 in South Stanley, County Durham, Vereinigtes Königreich) ist ein britischer Diplomat und Botschafter.

## Leben und Karriere
Darroch wurde an der Abingdon School und an der University of Durham ausgebildet, wo er 1975 mit einem Bachelor in Zoologie graduierte. Er ist seit 1978 mit Vanessa verheiratet und hat zwei erwachsene Kinder, Simon und Georgina.
Er trat 1976 in den Dienst des Foreign and Commonwealth Office, des britischen Außenministeriums, und befindet sich seit 1977 im diplomatischen Dienst seines Landes.
Nach vielen internationalen Aufgaben war Darroch von 2004 bis 2007 Berater der Regierung Blair bezüglich Angelegenheiten der Europäischen Union. Anschließend wurde er bis 2011 als ständiger Vertreter Großbritanniens zur EU entsandt. Von 2012 bis 2015 amtierte er als Sekretär des Nationalen Sicherheitsrates.
Im Januar 2016 trat Kim Darroch in Nachfolge von Peter Westmacott den Posten des britischen Botschafters in den Vereinigten Staaten an. Nach Kritik an seinen an die Presse durchgesickerten privaten Einschätzungen der Regierung Trump legte Darroch am 10. Juli 2019 sein Amt als Botschafter nieder. Eigentlich war ein Amtswechsel zum Jahresende 2019 geplant gewesen.

## Beurteilungen der Regierung Trump
Am 7. Juli 2019 berichtete die Boulevard-Zeitung Mail on Sunday von unbeabsichtigt an die Öffentlichkeit gelangten internen Einschätzungen Darrochs, in denen er Donald Trumps Präsidentschaft als „dysfunktional, unberechenbar, zerstritten, diplomatisch ungeschickt und unbeholfen“ klassifizierte. Präsident Trump reagierte am Folgetag mit einem Tweet, in dem er schrieb, er kenne den Botschafter nicht, man habe von ihm in den Vereinigten Staaten keine gute Meinung und man wolle mit ihm keine weiteren Abkommen aushandeln. Am selben Tag wurde Darroch von einem Abendessen im US-Finanzministerium zu Ehren des Emirs von Katar wieder ausgeladen. Später beschimpfte Präsident Trump Darroch in sozialen Medien als „verrückten Botschafter“, „sehr dummen Typen“, von dem ihm gesagt worden sei, „er sei ein aufgeblasener Dummkopf“.
Nach dem Rücktritt Darrochs wurden am 14. Juli 2019 weitere vertrauliche Äußerungen Darrochs bekannt. In einem Memo an den damaligen britischen Außenminister Boris Johnson plädierte Darroch dafür, am 2015 ausgehandelten Abkommen mit dem Iran über das iranische Atomprogramm festzuhalten und bezeichnete die Kündigung desselben durch die Regierung Trump als „diplomatischen Vandalismus“.
Schon im November 2016, kurz nach seiner Wahl, hatte Trump indirekt die Abberufung Darrochs als Botschafter befürwortet, indem er sich offen für den damaligen UKIP-Vorsitzenden Nigel Farage als britischen Botschafter in den USA aussprach.

## Reaktionen auf den Rücktritt
Simon McDonald, Under-Secretary im Foreign and Commonwealth Office, berief ein Treffen des diplomatischen Corps ein. Dass die vertraulichen Informationen an die Öffentlichkeit gelangt waren, bezeichnete er als den größten Vertrauensbruch im britischen diplomatischen Dienst, den er in seiner Karriere erlebt habe, und er dankte Darroch für seine Arbeit. Theresa May drückte ihr Bedauern über den Rücktritt Darrochs aus. McDonald sagte, seines Wissens sei es das erste Mal in der Geschichte, dass eine befreundete Macht sich geweigert habe, mit einem amtierenden britischen Diplomaten zusammenzuarbeiten, und dies müsse Konsequenzen haben. Später fügte er an, die Zusammenarbeit zwischen dem Vereinigten Königreich und den Vereinigten Staaten sei so tief und breit, dass sie jeglichen einzelnen Streit überstehen könne.